# Oppio

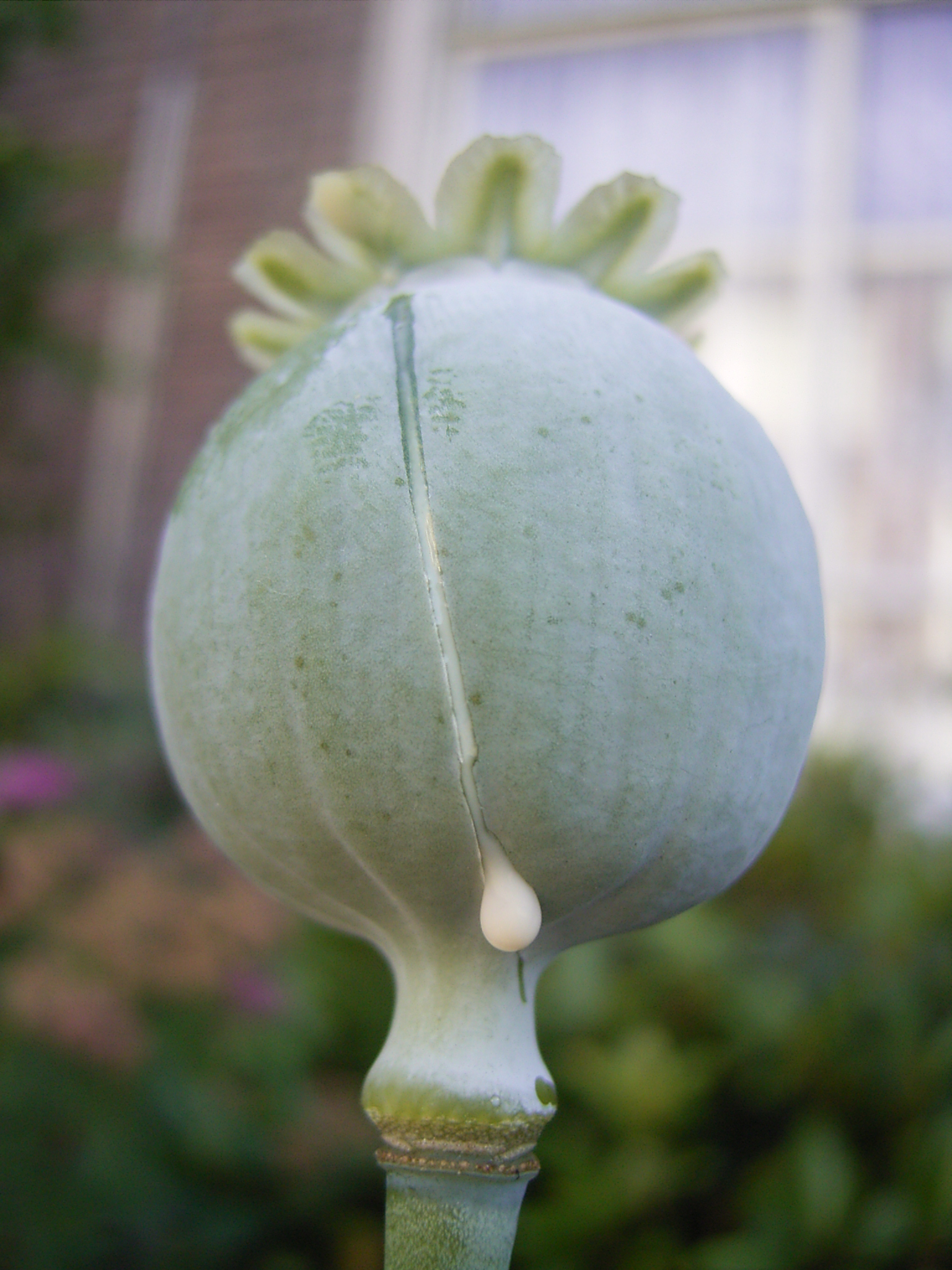
L'oppio si ricava dal lattice che trasuda dalle capsule immature del papavero officinale.

L'oppio è uno stupefacente ottenuto incidendo le capsule immature del Papaver somniferum (papavero sonnifero) e raccogliendone il lattice che trasuda, che poi viene lasciato rapprendere all'aria in una resina scura che viene impastata in pani di colore bruno, dall'odore dolciastro e dal sapore amaro.
Le sostanze o preparazioni farmaceutiche contenenti oppio o suoi derivati sono chiamate oppiacei (da non confondere con gli oppioidi, classe di sostanze di varia natura con un effetto farmacologico simile a quello della morfina).

## Etimologia
Il termine italiano òppio deriva dal latino òpium che a sua volta viene dal greco òpion, presumibilmente forma del diminutivo di opòs (succo). Il lattice (denso, giallo-verdastro) ottenuto dalla pianta intera e dai suoi semi, era invece chiamato dai greci mekònion. Altri nomi dell'oppio sono O-Fu-Jing (lett. "veleno nero") in Cina, Ahiphema in India, Schemeteriak in Persia e viene tradotto Afyun in arabo e Ophion in ebraico.

## Storia

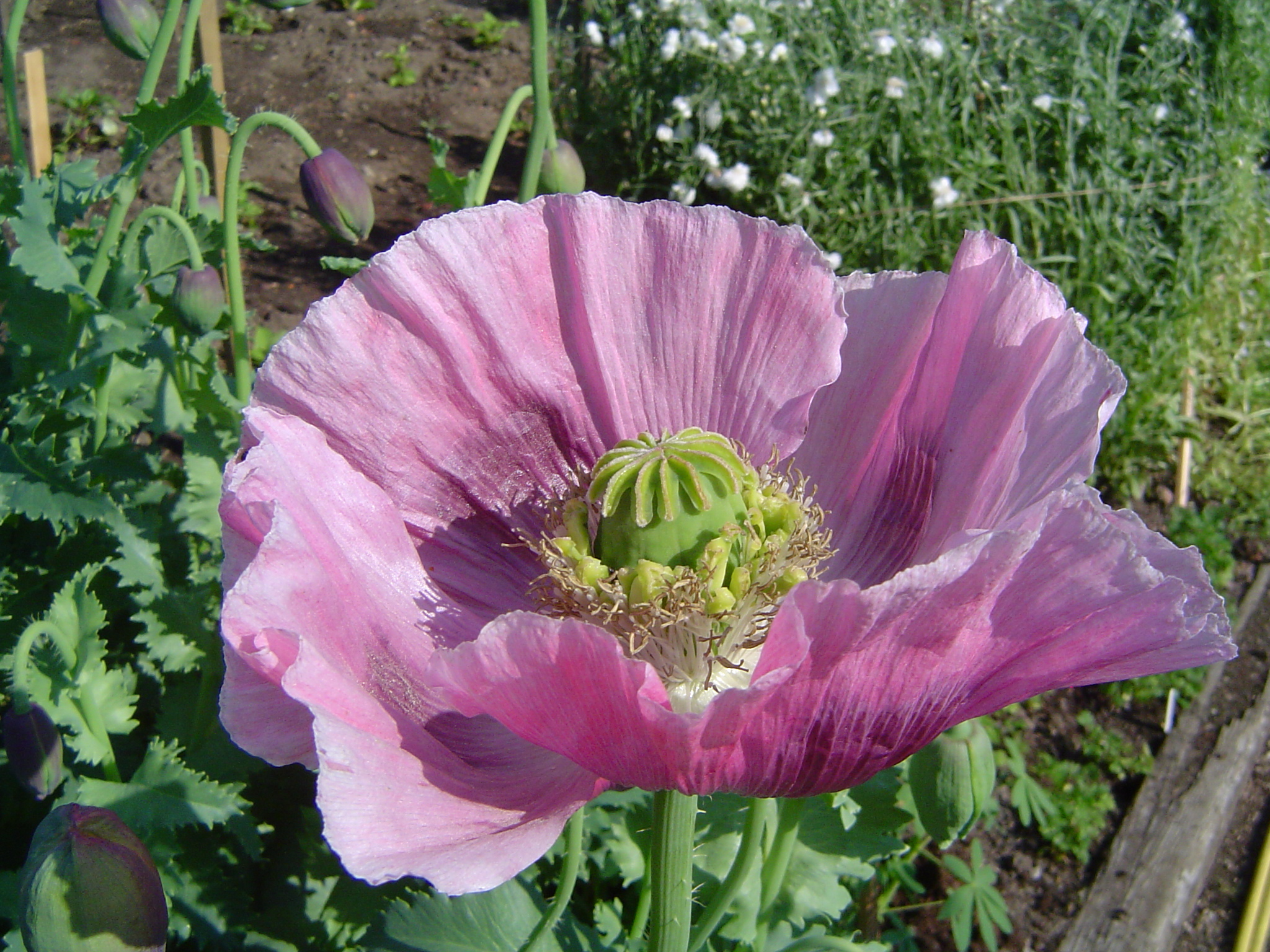
Il papavero da oppio dopo aver raggiunto la fase di maturazione.

Sono state ritrovate capsule di Papaver somniferum addirittura negli scavi di palafitte dell'uomo di Cro-Magnon datate fra i 20.000 e i 30.000 anni fa, anche se non è possibile stabilire se gli abitanti del sito conoscessero le proprietà di tali piante. Sappiamo per certo invece che i Sumeri di 5.000 anni fa le conoscevano bene, e tramandarono l'uso del papavero da oppio alle successive civiltà caldea e assiro-babilonese: questi ne introdussero l'uso in Egitto verso il 1500 a.C. 
Il Libro ermetico dei medicamenti, un antico papiro egiziano, raccomanda l'uso del papavero da oppio come sedativo. Ippocrate, nel IV secolo a.C., consigliava l'oppio come rimedio per numerosi mali, ma già un secolo dopo Erasistrato metteva in guardia i suoi allievi e i colleghi medici contro l'uso frequente di questo medicinale, che poteva rivelarsi gravemente dannoso. L'oppio fece il suo ingresso nella civiltà romana quando questa conquistò la Grecia; Dioscoride, nel I secolo d.C., descrive accuratamente la pianta del papavero da oppio e le proprietà della sua linfa, elencando anche una serie di possibili usi. Si deve però a Galeno la diffusione fra i medici di Roma della teriaca, inventata da Andromaco, medico personale di Nerone: un farmaco che conteneva, fra l'altro, una discreta quantità di oppio. Marco Aurelio ne usò in grande quantità, per cui viene considerato da alcuni storici il primo imperatore oppiomane.
Dopo la caduta dell'impero romano non vi sono quasi più notizie sul consumo di oppio in Europa, mentre nella farmacologia mediorientale venne introdotto dal medico persiano Avicenna verso l'anno Mille: secondo il suo discepolo e biografo Abu Al Guzani fu proprio questa sostanza la causa della morte del maestro, come in occidente Paracelso morì intossicato dall'oppio dopo aver inventato il laudano, sostanzialmente una tintura di morfina all'1%. Ma già nella seconda metà del Medioevo in Europa il consumo di oppio era andato aumentando, tanto da suscitare reazioni ufficiali nella classe medica: la Santa Inquisizione giunse al punto di vietarne l'uso anche come medicinale. Nel XVI secolo in Turchia e in Egitto l'uso di oppio era estremamente diffuso a livello popolare.

In Cina l'introduzione dell'oppio avvenne presumibilmente verso il 2800 a.C., ma l'uso popolare iniziò solo molto più tardi, verso il 1100 a.C., quando iniziò a diffondersi l'usanza di preparare per alcune festività un dolce a base di oppio. Verso il XVII secolo in Cina l'uso di oppio esplose quando l'imperatore vietò l'uso del tabacco da fumo, che i cinesi usavano mescolare all'oppio, e si iniziò perciò a fumare oppio puro. Il consumo di oppio aumentò tanto che all'inizio dell'Ottocento i fumatori di oppio in Cina erano circa 10 milioni, e l'oppio veniva importato dall'India tramite la potentissima Compagnia britannica delle Indie orientali, che ne monopolizzava il commercio. Vista la situazione l'imperatore decise di ridurre le importazioni di oppio inglese e, poiché le sue disposizioni rimanevano lettera morta, nel 1839 ordinò di distruggere 20.000 casse d'oppio scaricate dalle navi inglesi a Canton, fatto che scatenò la prima guerra dell'oppio fra Cina e Inghilterra (in seguito alla quale Hong Kong passò in mani inglesi), che fu seguita da una seconda nel 1856. In Cina nel 1906 venne proibito l'uso dell'oppio (dal 1890 non veniva più importato dalle colonie inglesi, bensì prodotto nel paese) e nel 1941 il generale Chiang Kai-shek ordinò la distruzione di tutte le coltivazioni; nonostante ciò nel 1946 i fumatori di oppio in Cina erano ancora 40 milioni. La rivoluzione di Mao Zedong sradicò finalmente con successo quest'abitudine.

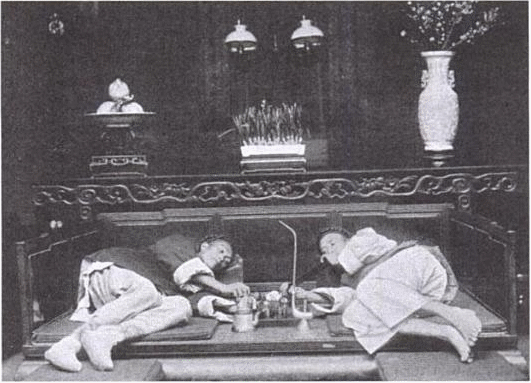
Una fumeria d'oppio in Cina (1902)

Nel XIX secolo l'oppio conobbe in Europa il suo periodo di massima diffusione: molti poeti e scrittori ne facevano uso, fra cui Coleridge, Baudelaire, De Quincey (autore de Le confessioni di un mangiatore d'oppio) e altri. Tuttavia il suo uso rimase per lo più circoscritto agli ambienti letterari e non si diffuse mai veramente, per la concorrenza sul piano dell'uso "ricreativo" del suo principio attivo, la morfina, isolata nei primi anni del secolo da Armand Séquin che la chiamò così in onore di Morfeo, il dio del sonno e dei sogni, mentre un anno più tardi Friedrich Sertürner mise a punto un metodo economico per isolare e produrre la morfina dall'oppio.
In Iran la coltivazione e l'uso di oppio vennero proibiti nel 1955, ma la legge venne abrogata 14 anni dopo; la rivoluzione Khomeinista nel 1979 proibì l'oppio e tutte le altre droghe, sotto pene severissime, mentre in Turchia il divieto di coltivazione è stato emanato soltanto nel 1971.

## Raccolta
Dopo circa tre mesi dalla germinazione la pianta di Papaver somniferum raggiunge la maturità e fiorisce. I fiori durano solo pochi giorni, poi i petali cadono e resta la capsula, che nel giro di un paio di settimane cresce fino alle dimensioni di un uovo di piccione.
Il momento migliore per estrarre l'oppio arriva qualche giorno prima della piena maturazione della capsula. Le capsule vengono incise leggermente a una a una con uno speciale coltellino (chiamato in India nashtaro nurnee) costruito legando insieme tre, quattro o più piccole lame appuntite, che danno quindi, con un solo movimento, più incisioni parallele lungo le quali sgorgano immediatamente piccole gocce lattiginose: l'oppio. Le goccioline si rapprendono rapidamente, e nel giro di poche ore l'oppio diventa denso e pastoso. Dal biancolatte vira al rossiccio e poi al bruno scuro. Le incisioni si fanno in genere nel pomeriggio, perché la temperatura più fresca della sera rallenta l'addensamento del lattice e quindi aumenta al massimo la resa di ogni capsula. La mattina dopo l'oppio viene raccolto. Ogni capsula viene raschiata delicatamente con una specie di larga spatola a mezzaluna, sulla cui lama man mano si accumula l'oppio. Una capsula dà pochi centigrammi di oppio, e ci vogliono quindi molte ore di lavoro per raccoglierne una quantità significativa.

## Composizione
L'oppio è poco ricco di sostanze alcaloidi: di queste, quelle di origine fenantrenica (morfina, codeina e tebaina) sono analgesiche, costipanti ed euforizzanti, mentre quelle di origine isochinolinica (papaverina, noscapina, narceina) sono solo spasmolitiche. L'azione analgesica ed euforizzante, sfruttata in medicina e a scopo ricreativo, è dovuta soprattutto alla morfina. La farmacopea ufficiale italiana ammette l'uso terapeutico di oppio ma specifica che il suo contenuto di morfina deve essere compreso fra il 9,8% e il 10,2%. 

## Effetti e usi medici

La morfina è il principio attivo più abbondante nell'oppio. Agonista dei recettori μ per gli oppioidi, è ampiamente usata come analgesico in terapia medica, e manifesta anche un'azione psicolettica (depressoria del sistema nervoso centrale).

### Effetti
Essendo un sedativo, l'oppio rallenta i riflessi e la vitalità del corpo, aumentando contemporaneamente l'euforia e la resistenza al dolore fisico, in maniera simile all' etanolo. Se fumato manifesta i suoi effetti molto prima rispetto all'ingestione.
Causa inoltre secchezza delle fauci e aumento della temperatura corporea. Durante l'assunzione si può transitare dalla veglia all'inconscio e viceversa. Un uso prolungato può causare ascessi, collasso delle vene, malattie al fegato e in rari casi polmonite, oltre ad un indebolimento del sistema immunitario.

### Usi medici
Il laudano (tintura di oppio) fu preparato per la prima volta da Paracelso, ma venne diffuso da Thomas Sydenham come sedativo della tosse e per calmare diarrea e dolori colici. Attualmente è stato sostituito in medicina da prodotti analoghi sintetici più specifici: la morfina e i suoi agonisti, insieme alla pentazocina, vengono usati in terapia del dolore per la loro spiccata azione analgesica; il metadone che non è un derivato dall'oppio è usato solo nello svezzamento da eroina durante la disintossicazione; la codeina e derivati si usano come sedativi della tosse, mentre il fentanyl e suoi analoghi trovano uso in anestesia come potenti analgesici.